# Parque Temático da Madeira
O Parque Temático da Madeira é um parque temático localizado no concelho de Santana, na Madeira. Foi inaugurado a 10 de outubro de 2004, com uma área de 145 000 metros quadrados.
As principais atrações do Parque são: quatro pavilhões multimédia ("Descoberta das ilhas", "Futuro da Terra", "Viagem fantástica na Madeira" e "Um mundo de ilhas, as ilhas no Mundo"), artesanato regional, os tradicionais carros de bois, uma réplica do comboio do Monte, a casa típica de Santana, a escultura de homenagem à diáspora madeirense, um labirinto, um lago, um parque infantil, um campo de desportos radicais e os seus jardins, onde se podem encontrar inúmeras espécies da flora endémica da Madeira.